# Aulus-les-Bains
Aulus-les-Bains település Franciaországban, Ariège megyében. Lakosainak száma 146 fő (2022. január 1.). Aulus-les-Bains Auzat, Ercé, Le Port, Ustou és Lladorre községekkel határos.

## Népesség
A település népessége az elmúlt években az alábbi módon változott:
| Lakosok száma | 227  | 208  | 210  | 203  | 153  | 151  | 158  | 160  | 159  | 146  |
|               | 1968 | 1982 | 1990 | 2006 | 2013 | 2015 | 2017 | 2019 | 2020 | 2022 |